# Caffrowithius exiguus
Caffrowithius exiguus är en spindeldjursart som först beskrevs av Albert Tullgren 1907.  Caffrowithius exiguus ingår i släktet Caffrowithius och familjen blindklokrypare. Inga underarter finns listade.